# Bill Medley
William Thomas Medley (nascut el 19 de setembre de 1940) és un cantant i compositor estatunidenc, més conegut com la meitat de The Righteous Brothers. Es destaca per la seva veu de baríton baix, exemplificada en cançons com "You've Lost That Lovin 'Feelin'". Medley va produir diverses cançons del duo, incloent "Unchained Melody" i "Soul and Inspiration".
Medley és un artista en solitari d'èxit i el seu duet número 1, que va vendre milions de dòlars, amb Jennifer Warnes "(I've Had) The Time of My Life", va guanyar diversos premis.

## Primers anys de vida
Medley va néixer el 19 de setembre de 1940 a Santa Ana, Califòrnia, fill d'Arnol i Irma Medley. Va estudiar a l'escola secundària Santa Ana i es va graduar el 1958.Medley va ser criat com a presbiterià i va començar a cantar en un cor de l'església. Els seus pares tenien una banda de swing. Es va interessar per la música R&B escoltant estacions de ràdio de música negra. Una de les primeres influències que va citar és Little Richard, que va escoltar per primera vegada quan tenia quinze o setze anys, i més tard Ray Charles, Bobby Bland i B.B. King.
Medley va formar per primera vegada un duo cantant anomenat The Romancers amb el seu amic Don Fiduccia, que també tocava la guitarra. Va començar a escriure cançons i enregistrar gravacions de diverses pistes a la seva sala d'estar. Als 19 anys, tenia dues cançons, "Womaling" i "Chimes of My Heart", enregistrades pel grup vocal The Diamonds. Medley i Fiduccia van formar un grup anomenat The Paramours el 1960, amb Sal Fasulo i Nick Tuturro, més tard unit per Mike Rider i Barry Rillera.la banda va tenir el seu primer concert de pagament al restaurant Little Italy d'Anaheim. The Paramours es va signar amb el segell filial de Mercury Records, Smash Records, i va publicar cançons com "That's The Way We Love" i "Miss Social Climber" el 1961.

## The Righteous Brothers
Medley va conèixer per primera vegada al seu company de cant Bobby Hatfield a través de Barry Rillera, que formava tant el grup de Hatfield com el de Medley, i els va demanar que es veiessin els espectacles. El 1962, van formar un nou grup, però van mantenir el nom de Paramours, que incloïa el saxofonista John Wimber que més tard va fundar el moviment The Vineyard Church. Van actuar a la discoteca The Black Derby de Santa Ana i van llançar un senzill "There She Goes (She's Walking Away)" el desembre del 1962 amb un petit segell discogràfic Moonglow. No obstant això, la banda no va tenir massa èxit i aviat es va trencar, deixant a Hatfield i Medley per actuar com a duo el 1963. Medley i Hatfield van adoptar el nom de The Righteous Brothers, i el seu primer senzill va ser el "Little Latin Lupe Lu" de Medley, publicat sota el segell Moonglow Records. Medley també va gravar com a artista solista amb Moonglow, i va llançar un senzill "Gotta Tell You How I Feel" que no apareixia al gràfic.
El 1964, The Righteous Brothers va aparèixer en un programa amb altres grups al Cow Palace de San Francisco on Phil Spector dirigia la banda durant tot el programa. Spector va quedar impressionat pel duo i es va encarregar de fer-los gravar pel seu propi segell Philles Records. El 1965 van tenir el seu primer èxit número 1, "You've Lost That Lovin 'Feelin'", que va ser produït per Phil Spector. Segons el gos de vigilància de l'edició musical Broadcast Music, Inc., "You've Lost That Lovin 'Feelin" és la cançó més reproduïda en la història de la ràdio nord-americana. També van gravar altres cançons com "Unchained Melody" amb Philles Records. Medley, que havia produït el duo abans de signar amb Spector i Philles, va ser el productor real de moltes pistes i els grups "B" atribuïts a Spector, incloent "Unchained Melody" que originalment es pretenia ser un tema de l'àlbum. En senzills com "You've Lost That Lovin 'Feelin'" i "Just Once in My Life", la veu es va concentrar principalment en Medley, però en alguns senzills, com "Unchained Melody" i "Ebb Tide", Hatfield va actuar en solitari.
El duo va deixar Spector el 1966 per signar amb Verve Records on va tenir un èxit amb "Soul and Inspiration", però es va trencar el 1968 quan Medley va marxar per seguir la seva pròpia carrera. Medley representava tres espectacles a la nit a Las Vegas; segons Medley, va trobar una pressió excessiva sobre la veu cantant en solitari i va perdre la veu durant un temps. Sota consell, va buscar Hatfield per reformar The Righteous Brothers el 1974. Van signar amb Haven Records, van gravar ràpidament "Rock and Roll Heaven" que es va convertir en un èxit. El 1976, Medley va decidir deixar la música durant un temps després de la mort de la seva primera esposa. Es va reunir amb Hatfield el 1981 per a la trenta especial de American Bandstand, on van interpretar una versió actualitzada de "Rock and Roll Heaven". Tot i que Medley va centrar la seva atenció en la seva carrera en solitari als anys vuitanta, van continuar apareixent junts com a duo.Després d'un ressorgiment de popularitat a la dècada de 1990 a causa de l'ús de "Unchained Melody" a la pel·lícula Ghost, van fer una gira extensa com a duo fins a la mort de Hatfield el novembre de 2003. Els Righteous Brothers van ser inclosos al Saló de la Fama del Rock and Roll el març del 2003 per Billy Joel.

## Carrera en solitari
Medley també va tenir una carrera en solitari moderadament reeixida. El 1968, Medley va gravar per primera vegada "I Can't Make It Alone", escrita per Carole King, però la cançó no va tenir un gran impacte.Els següents senzills, "Brown Eyed Woman" escrits per Mann i Weil, i "Peace, Brother, Peace", van tenir un millor rendiment i van ser èxits del Top 40 Pop. El 1969 va guanyar el 2n lloc al Festival Internacional da Canção (FIC) de Rio de Janeiro, amb la cançó "Evie", de Jimmy Webb.Medley va interpretar "Hey Jude" als premis Grammy de 1969 i després va signar amb A&M Records, que va publicar diversos dels seus discos. Un dels seus enregistraments, "Llibertat i por" de l'àlbum Wings de Michel Colombier, va ser nominat als Grammy el 1972.
Medley va publicar diversos àlbums en solitari durant els anys setanta i vuitanta, i va gaudir d'un ressorgiment de la seva carrera als vuitanta. Va publicar un àlbum, Sweet Thunder el 1980, que contenia una versió de "Don't Know Much", que originalment va ser escrita i interpretada per Barry Mann el mateix any. Va signar amb Planet Records el 1982 i més tard amb RCA Records. El 1984 i el 1985, va llistar cinc senzills a les llistes de països, entre els quals el més gran va ser l'èxit del país dels 20 primers, "I Still Do", que també va passar a les llistes contemporànies per a adults i més tard es va convertir en un èxit de culte amb Carolina Beach / Circuit de clubs de ball Shag. Una de les entrades menors de Medley, "All I Need to Know", va ser gravada més tard com a "Don't Know Much" pel duet guanyador dels Grammy, Linda Ronstadt, i Aaron Neville va ser un llarg número 100 de la categoria Hot 100 i número 1 per a adults contemporanis de 1989-90.
El 1987 el seu duet amb Jennifer Warnes, "(I've Had) The Time of My Life", va ser inclòs a l'àlbum de la banda sonora de Dirty Dancing, i el senzill va arribar al número u del Billboard Hot 100. La cançó va guanyar Medley i Warnes a Premi Grammy de 1988 a la millor interpretació pop d'un duo o grup amb vocal i un premi de l'Acadèmia a la millor cançó original per als compositors. "(I've Had) The Time of my Life" ara es veu i s'escolta de manera omnipresent en anuncis de ràdio i televisió (coberts per cantants que no siguin Medley i Warnes), normalment relacionats amb anunciants de vacances, creuers, complexos turístics i altres temes de vacances. .
Entre les seves altres cançons destacades hi ha "Most of All You", el tema final de la pel·lícula Major League; "Friday Night's A Great Night For Football" de la pel·lícula de Tony Scott, The Last Boy Scout; i la cançó principal de l'espinosa Growing Pains, Just The Ten of Us. També va col·laborar amb Giorgio Moroder i va obtenir un èxit moderat al Regne Unit el 1988 amb una versió de "He Ain't Heavy, He's My Brother".Medley va gravar un vídeo per a la cançó que també es va utilitzar com a tema final de crèdit per a Rambo III. Medley continua actuant en solitari després de la mort de Bobby Hatfield el 2003.

### Treballs recents
Bill Medley va aparèixer en l'episodi de dues parts "Finally!" del programa de televisió d'èxit, Cheers. El 1998 Medley juntament amb Jennifer Warnes van cantar "Show Me The Light" durant els crèdits finals de Rudolph the Red-Nosed Reindeer: The Movie. També va gravar una pista vocal de la cançó Lullabye a l'àlbum en solitari de Jimmy Chamberlin (de fama Smashing Pumpkins), Life Begins Again.
A mitjan 2000, Medley va actuar principalment a Branson, Missouri, al Dick Band's American Bandstand Theatre, al Moon River Theatre d'Andy Williams i al The Starlite Theatre. Més tard, Medley també va començar a fer gires amb la seva filla McKenna i la seva banda de 3 botelles. El 24 de novembre de 2013 va actuar en concert per primera vegada al Regne Unit al Wembley Arena.
Bill Medley va escriure una memòria que es va publicar l'abril de 2014, titulada The Time of My Life: A Righteous Brother's Memoir.
El gener del 2016, Medley va anunciar que reviuria els Righteous Brothers per primera vegada des del 2003, en parella amb el nou cantant Bucky Heard.

## Vida Personal
Bill Medley va conèixer a la seva primera esposa Karen O'Grady a l'església, va començar a sortir amb ella el 1963 i es van casar al començament de la seva carrera musical. El seu fill Darrin va néixer el 1965, però es van divorciar quan Darrin tenia uns cinc anys. Medley també es va casar amb Suzi Robertson el 1970, i després amb Janice Gorham, però ambdós matrimonis aviat van ser anul·lats. Va tenir diverses relacions amb altres dones, incloent Darlene Love, Mary Wilson i Connie Stevens. Medley també era un amic íntim d'Elvis Presley.
El gener de 1976, la seva primera esposa Karen, que aleshores es tornava a casar i es deia Karen Klaas, va ser violada i assassinada per un desconegut, i Medley va decidir prendre temps lliure de la seva carrera musical per tenir cura del seu fill Darrin, de deu anys. L'assassinat no s'havia resolt i Medley va emprar un investigador privat per tal de localitzar l'assassí. El 27 de gener de 2017, el departament del xèrif del comtat de Los Angeles va anunciar que els investigadors van utilitzar un controvertit mètode de proves d'ADN per resoldre l'assassinat de fa dècades. El departament del xèrif va dir que el cas "es va resoldre mitjançant l'ús d'ADN familiar, que va identificar l'assassí", que va ser nomenat Kenneth Troyer, un delinqüent sexual i fugitiu assassinat per la policia el 1982.
Medley es va casar amb la seva actual dona Paula el 1986 i tenen una filla, McKenna. La seva filla també és cantant i actua amb Medley com a parella de duet a "Time of My Life" en la seva gira.

## Premis i Nominacions
Medley va ser nominat al millor vocalista d'acompanyament en els premis Grammy del 1972 pel seu enregistrament de "Freedom and Fear", un tema de l'àlbum Wings de Michel Colombier.
El 1988, Medley va rebre un premi Grammy a la millor interpretació pop d'un duo o grup amb veu pel seu duet amb Jennifer Warnes a "(I've Had) The Time of My Life".